# Liste des évêques de Sioux City
Le diocèse de Sioux City (Dioecesis Siopolitanaest) est érigé canoniquement le 15 janvier 1902, par détachement de l'archidiocèse de Dubuque (Iowa).
Les évêques successifs sont :
- 21 mars 1902-† 14 octobre 1919 : Philip Garrigan (Philip Joseph Garrigan)
- 8 mars 1920-† 20 septembre 1948 : Edmond Heelan
- 20 septembre 1948-20 octobre 1970 : Joseph Mueller (Joseph Maximilian Mueller)
- 15 octobre 1970-17 août 1983 : Frank Greteman (Frank Henry Greteman)
- 15 juin 1983-28 novembre 1998 : Lawrence Soens (Lawrence Donald Soens)
- 28 novembre 1998-16 janvier 2004 : Daniel DiNardo (Daniel Nicholas DiNardo)
- 16 janvier 2004-10 novembre 2005 : siège vacant
- 10 novembre 2005-12 février 2025 : Walker Nickless (Ralph Walker Nickless)
- depuis le 12 février 2025 :  John Keehner (John Edward Keehner)

## Sources
- L'Annuaire Pontifical, sur le site http://www.catholic-hierarchy.org, à la page